# روابط ایران و یوگسلاوی
روابط ایران و یوگسلاوی روابط خارجی تاریخی بین ایران (دولت شاهنشاهی ایران و دولت معاصر پس از انقلاب) و دولت سابق و اکنون تجزیه شده جمهوری سوسیالیست فدرال یوگسلاوی بود.

## تاریخ

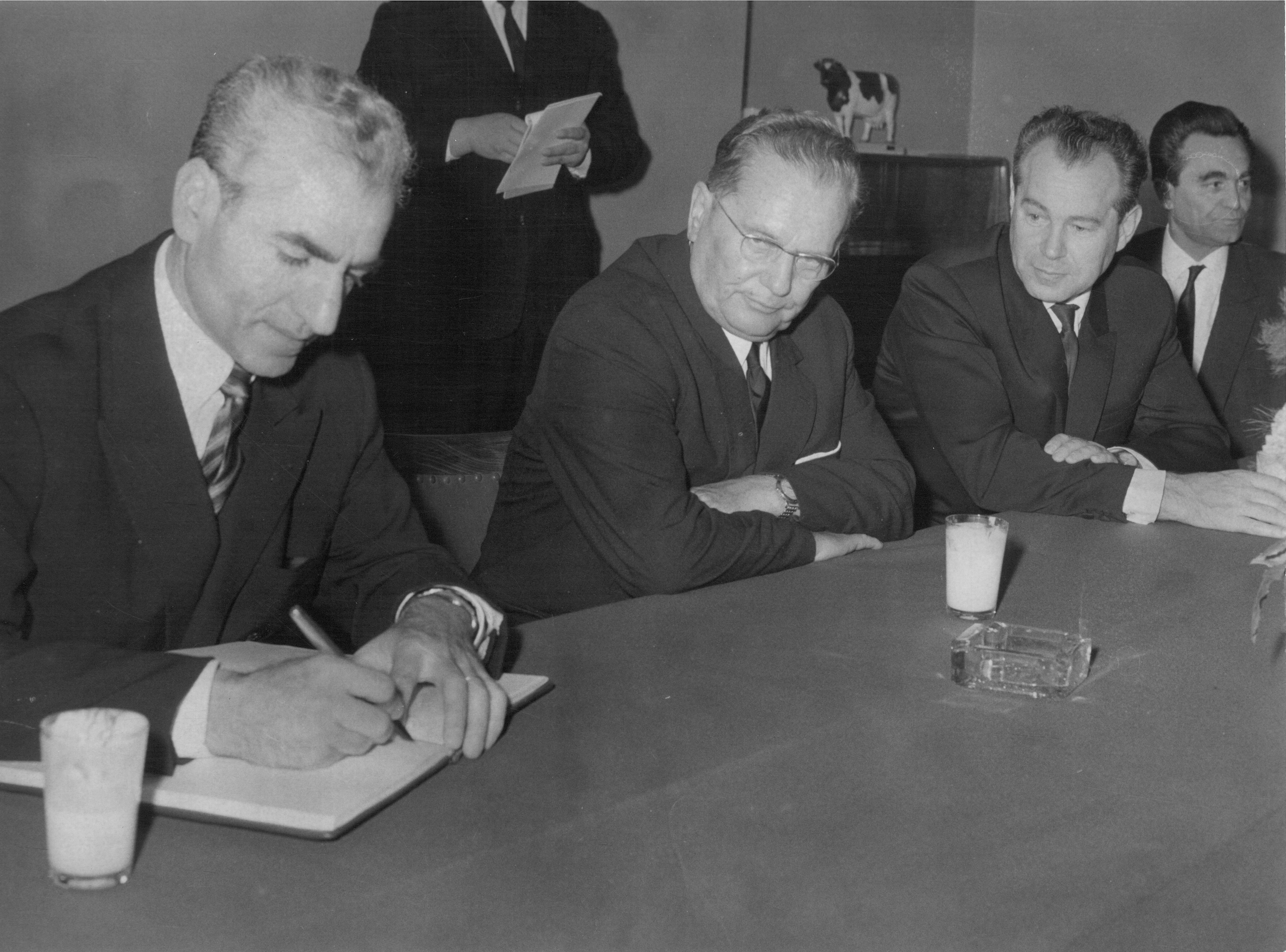
محمدرضا پهلوی در بلگراد (صربستان) در سال .۱۹۷۳

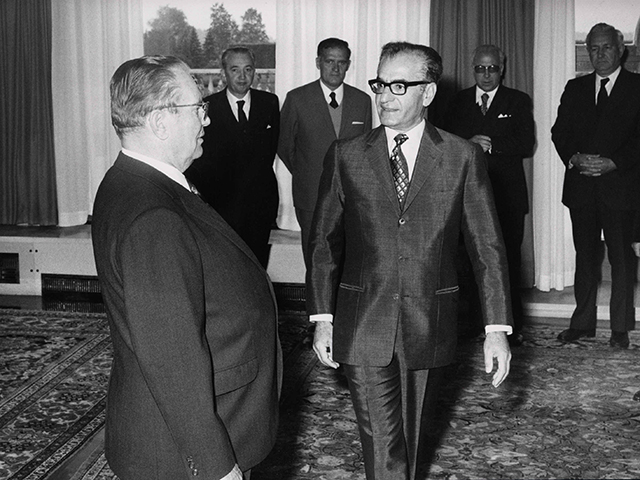
محمدرضا پهلوی در قلعه بردو کنار کرنج (اسلوونی) در سال ۱۹۷۳.

روابط تاریخی بین دولتی قبل از برقراری روابط رسمی دوجانبه و حتی قبل از تشکیل یوگسلاوی توسعه یافته‌است. پیش از این در سال ۱۸۸۲ شاه قاجار ایران، ناصرالدین شاه قاجار برای پادشاه صربستان، میلان اول صربستان که به تازگی تاجگذاری کرده‌است سلام و احوالپرسی خطی را ارسال کرد.
در زمان کنفرانس تهران از ۲۸ نوامبر تا ۱ دسامبر ۱۹۴۳، سه بزرگ حمایت کامل متحد خود را از پارتیزان یوگسلاوی به رهبری کمونیست داشتند در حالی که حمایت از چتنیک‌های سلطنت طلب ملی به دلیل همکاری گرایی آنها به حالت تعلیق درآمد. این تصمیم به پیروزی نهایی کمونیست یوگسلاوی کمک کرد و منجر به تغییر دولت شد که یوگسلاوی را از پادشاهی به جمهوری فدرال تبدیل کرد.
روابط رسمی دیپلماتیک بین ایران و یوگسلاوی در سال ۱۹۴۵ برقرار شد. رئیس‌جمهور یوگسلاوی، یوسیپ بروز تیتو در جشن ۲۵۰۰ ساله امپراتوری پارس در ۱۹۷۱ شرکت کرد که یکی از چهار سفر وی به این کشور بود. محمدرضا پهلوی در سالهای ۱۹۶۰ و ۱۹۷۳ از یوگسلاوی بازدید کرد.
ایران یکی از شرکای تجاری اصلی یوگسلاوی در آسیا بود و میزان تجارت این دو کشور سالانه به ۸۰۰ میلیون دلار می‌رسید، این مقدار پس از فروپاشی یوگسلاوی به میزان قابل توجهی کاهش یافت. صادق قطب زاده وزیر امور خارجه ایران در مراسم تشییع جنازه یوسیپ بروز تیتو در سال ۱۹۸۰ شرکت کرد. سیاست خارجی یوگسلاوی، با نقش برجسته خود در جنبش عدم تعهد، جنگ ایران و عراق را به دلیل تضاد منافع و ارزشهای ملی و چند جانبه، موضوعی بسیار حساس دانست. وزیر امور خارجه فدرال یوگسلاوی به‌طور غیرمعمولی در مورد این مسئله ساکت شد زیرا برای بلگراد روشن بود که عراق متجاوز است اما به دلیل فشار محافل ارتش خلق یوگسلاوی آماده محکومیت صدام حسین نیست. در آن زمان عراق بزرگترین شریک تجاری یوگسلاوی در جهان سوم با حدود ۱۶۰۰۰ شهروند یوگسلاوی در این کشور بود. علی خامنه ای در فوریه ۱۹۸۹ از بلگراد دیدن کرد.